# Кубок Англії з футболу 1894—1895
Кубок Англії з футболу 1894—1895 — 24-й розіграш найстарішого футбольного турніру у світі, Кубка виклику Футбольної Асоціації, також відомого як Кубок Англії. Вдруге титул здобула Астон Вілла.

## Перший раунд
| Дата                   | Господарі               | Рахунок                   | Гості                   |
| ---------------------- | ----------------------- | ------------------------- | ----------------------- |
| 2 лютого               | Дарвен                  | 0:0                       | Вулвергемптон Вондерерз |
| 6 лютого Перегравання  | Вулвергемптон Вондерерз | 2:0                       | Дарвен                  |
| 2 лютого               | Бері                    | 4:1                       | Лестер Фосс             |
| 2 лютого               | Астон Вілла             | 2:1                       | Дербі Каунті            |
| 2 лютого               | Венсдей                 | 5:1                       | Ноттс Каунті            |
| 2 лютого               | Болтон Вондерерз        | 1:0                       | Вулвіч Арсенал          |
| 2 лютого               | Саутпорт Централ        | 0:3                       | Евертон                 |
| 2 лютого               | Мідлсбро                | 4:0                       | Честерфілд              |
| 2 лютого               | Сандерленд              | 11:1                      | Фейрфілд                |
| 2 лютого               | Лутон Таун              | 0:2                       | Престон Норт-Енд        |
| 2 лютого               | Бертон Вондерерз        | 1:2                       | Блекберн Роверз         |
| 2 лютого               | Ньютон-Гіт              | 2:3                       | Сток                    |
| 2 лютого               | Смол Хіт                | 1:2                       | Вест-Бромвіч Альбіон    |
| 2 лютого               | Шеффілд Юнайтед         | 3:1                       | Міллволл Атлетік        |
| 2 лютого               | Саутгемптон Сент-Меріс  | 1:4                       | Ноттінгем Форест        |
| 2 лютого               | Ньюкасл Юнайтед         | 2:1                       | Бернлі                  |
| 2 лютого               | Барнслі Сент-Пітерс     | 2:1 (результат скасовано) | Ліверпуль               |
| 11 лютого Перегравання | Ліверпуль               | 4:0                       | Барнслі Сент-Пітерс     |

## Другий раунд
До другого раунду увійшли переможці першого раунду.
| Дата                   | Господарі               | Рахунок | Гості                |
| ---------------------- | ----------------------- | ------- | -------------------- |
| 16 лютого              | Шеффілд Юнайтед         | 1:1     | Вест-Бромвіч Альбіон |
| 20 лютого Перегравання | Вест-Бромвіч Альбіон    | 2:1     | Шеффілд Юнайтед      |
| 16 лютого              | Евертон                 | 1:1     | Блекберн Роверз      |
| 20 лютого Перегравання | Блекберн Роверз         | 2:3     | Евертон              |
| 16 лютого              | Астон Вілла             | 7:1     | Ньюкасл Юнайтед      |
| 16 лютого              | Венсдей                 | 6:1     | Мідлсбро             |
| 16 лютого              | Болтон Вондерерз        | 1:0     | Бері                 |
| 16 лютого              | Сандерленд              | 2:0     | Престон Норт-Енд     |
| 16 лютого              | Вулвергемптон Вондерерз | 2:0     | Сток                 |
| 16 лютого              | Ліверпуль               | 1:4     | Ноттінгем Форест     |

## Третій раунд
До третього раунду увійшли переможці другого раунду. 
| Дата      | Господарі            | Рахунок | Гості                   |
| --------- | -------------------- | ------- | ----------------------- |
| 2 березня | Астон Вілла          | 6:2     | Ноттінгем Форест        |
| 2 березня | Венсдей              | 2:0     | Евертон                 |
| 2 березня | Сандерленд           | 2:1     | Болтон Вондерерз        |
| 2 березня | Вест-Бромвіч Альбіон | 1:0     | Вулвергемптон Вондерерз |

## Півфінали
У півфіналах зіграли команди, що перемогли на попередньому етапі.
| Дата       | Господарі            | Рахунок | Гості      |
| ---------- | -------------------- | ------- | ---------- |
| 16 березня | Астон Вілла          | 2:1     | Сандерленд |
| 16 березня | Вест-Бромвіч Альбіон | 2:0     | Венсдей    |

## Фінал
| 20 квітня 1895 |

| Астон Вілла | 1:0      | Вест-Бромвіч Альбіон |
| ----------- | -------- | -------------------- |
| Чатт 1'     | Протокол |                      |

| Крістал Пелес, Лондон Глядачів: 42 560 Арбітр: Дж.Льюїс |